# Josef Holeček
Josef Holeček (25 de enero de 1921-20 de febrero de 2005) fue un deportista checoslovaco en piragüismo en la modalidad de aguas tranquilas.
Participó en dos Juegos Olímpicos de Verano en los años 1948 y 1952, obteniendo dos medallas, oro en Londres 1948 y oro en Helsinki 1952, ambas en la prueba de C1 1000 m. Ganó dos medallas en el Campeonato Mundial de Piragüismo de 1950.

## Palmarés internacional
| Juegos Olímpicos   | Juegos Olímpicos       | Juegos Olímpicos | Juegos Olímpicos |
| Año                | Lugar                  | Medalla          | Competición      |
| ------------------ | ---------------------- | ---------------- | ---------------- |
| 1948               | Londres (Reino Unido)  | Medalla de oro   | C1 1000 m        |
| 1952               | Helsinki (Finlandia)   | Medalla de oro   | C1 1000 m        |
| Campeonato Mundial |                        |                  |                  |
| Año                | Lugar                  | Medalla          | Competición      |
| 1950               | Copenhague (Dinamarca) | Medalla de oro   | C1 1000 m        |
| 1950               | Copenhague (Dinamarca) | Medalla de plata | C1 10 000 m      |